# 2013
Cette page concerne l'année 2013 (MMXIII en chiffres romains) du calendrier grégorien.
 (janvier 2025).
2013 est une année commune qui commence un mardi. C'est la 2013e année de notre ère, la 13e du IIIe millénaire et du XXIe siècle et la 4e de la décennie 2010-2019.

## Autres calendriers
L'année 2013 du calendrier grégorien correspond aux dates suivantes :
- Calendrier berbère : 2962 / 2963 (le Yennayer 2963 a lieu le 14 janvier 2013, le 12 janvier en Algérie)
- Calendrier chinois : 4710 / 4711 (le Nouvel An chinois 4711 de l'année du serpent d'eau a lieu le 10 février 2013[1])
- Calendrier hébraïque : 5773 / 5774 (le 1er tishri 5774 a lieu le 5 septembre 2013)
- Calendrier indien : 1934 / 1935 (le 1er chaitra 1935 a lieu le 22 mars 2013)
- Calendrier japonais : 25 de l'Ère Heisei (le calendrier japonais utilise les jours grégoriens)
- Calendrier musulman : 1434 / 1435 (le 1er mouharram 1435 a lieu le 5 novembre 2013[2])
- Calendrier persan : 1391 / 1392 (le 1er farvardin 1392 a lieu le 21 mars 2013)
- Calendrier républicain : 221 / 222 (le 1er vendémiaire 222 a lieu le 22 septembre 2013)
  - Jours juliens : 2 456 293,5 à 2 456 658,5[3]

## Climat
2013 est l'une des 10 années les plus chaudes jamais enregistrées depuis que les relevés de température standardisés existent (1880), le record étant jusqu'alors 2010.

## Célébrations
- En musique, l'année 2013 est une année importante, correspondant principalement aux 100 ans d'un des plus importants chefs-d'œuvre de l'histoire : le Sacre du printemps d'Igor Stravinsky, célébré dans le monde entier. C'est aussi l'année des 200 ans de deux compositeurs majeurs, eux aussi mondialement célébrés : Richard Wagner (né le 22 mai 1813) et Giuseppe Verdi (né le 10 octobre 1813), ainsi que les 100 ans du compositeur britannique Benjamin Britten (né le  22 novembre 1913). Enfin, 1913 est également l'année de composition de quelques autres chefs-d'œuvre d'importance :
  - les Trois poèmes de Mallarmé de Maurice Ravel ;
  - Gürrelieder d'Arnold Schönberg ;
  - les Jeux de Claude Debussy ;
  - les dernières sonates d'Alexandre Scriabine ;
  - Les Cloches du compositeur russe Sergueï Rachmaninov ;
  - l'opéra Pénélope de Gabriel Fauré ;
  - les œuvres fondamentales[Lesquelles ?] d'Anton Webern.
- Année internationale du quinoa et Année internationale de la coopération dans le domaine de l’eau par l'Assemblée générale des Nations unies[5].
- Année des mathématiques de la planète Terre, programme de plus d'une centaine de sociétés scientifiques, universités, centres de recherches[6] sous le patronage de l'UNESCO[7].
- Année internationale de la statistique soutenue par plus de 1 400 organisations dans le monde au travers de 108 pays[8].

## Chronologie mensuelle

### Janvier
- 1er janvier :
  - l'Irlande prend la présidence tournante de l'Union européenne et succède à Chypre ;
  - le Royaume-Uni prend la présidence tournante du G8 ;
  - Marseille[9] et Košice deviennent capitales européennes de la culture ;
  - la Hongrie applique sa réforme territoriale. Les districts remplacent les micro-régions statistiques.
- 5 janvier : départ du Rallye Dakar 2013 de Lima au Pérou.
- 11 janvier : début de l'opération Serval au Mali.
- 11 janvier : échec de l'opération de sauvetage de Buulo Mareer menée par l'armée française en Somalie, qui visait à libérer l'otage Denis Allex de la DGSE aux mains des Al-Shabbaab.
- 14 janvier : aveux de Lance Armstrong au sujet de son dopage ; lors d'un interview télévisée avec Oprah Winfrey.
- 16 janvier : prise d'otages à In Amenas en Algérie par Mokhtar Belmokhtar.
- 20 janvier (États-Unis) : réinvestiture de Barack Obama pour son deuxième mandat.
- 22 janvier : cinquantième anniversaire du traité de l'Élysée.
- 23 janvier : la Cour suprême du Mexique décide la libération immédiate de Florence Cassez après un passage devant cinq juges différents. Deux d'entre eux ayant prononcé le renvoi en appel de l'affaire, les trois autres sa libération immédiate et absolue.

### Février
- 6 février : assassinat de Chokri Belaïd en Tunisie.
- 11 février : le pape Benoît XVI annonce sa renonciation.
- 11 février : 235 Philippins, la plupart armés accostent par bateau à Lahad Datu dans l'État de Sabah en Malaisie, déclenchant une réponse de la part des forces armées malaisiennes.
- 12 février : troisième essai nucléaire consécutif mené par la Corée du Nord après ceux de 2006 et de 2009. Celui-ci est largement condamné par la communauté internationale.
- 14 février : Aux États-Unis, l'athlète amputé Oscar Pistorius, six fois médaillé d'or aux jeux paralympiques, tire sur sa compagne Reeva Steenkamp à travers une porte et la tue.
- 15 février : un astéroïde de 45 m de diamètre passe à seulement 27 700 km de la Terre et une chute de météorites frappe la Russie[10].
- 24 et 25 février : élections générales en Italie.
- 28 février : fin du pontificat du pape Benoît XVI à 20 h.

### Mars
- 5 mars : décès de Hugo Chávez, président de la république vénézuélien.
- 10 mars : passage au périhélie de la comète C/2011 L4.
- 12 mars : au Vatican, à la suite de la renonciation du pontificat de Benoît XVI, début du conclave pour désigner le 266e pape.
- 12 mars : le système de positionnement par satellite Galileo produit sa première position[11].
- 13 mars : inauguration d'ALMA, le plus grand radiotélescope au monde, dans le désert d'Atacama[12].
- 13 mars : l'Argentin Jorge Mario Bergoglio est élu pape et prend le nom de François.
- 14 mars : Xi Jinping est élu président de la république populaire de Chine par l'Assemblée nationale populaire[13].
- 20 mars : le président américain, Barack Obama, se rend en visite officielle de trois jours en Israël et en Palestine. Il s'agit de la première visite du président depuis 2008[14].
- 22 mars : journée mondiale de l'eau[15].
- 23 - 24 mars : en Centrafrique, le chef d'État François Bozizé fuit les rebelles et Michel Djotodia se proclame président.

### Avril
- 14 avril : Nicolás Maduro remporte l'élection présidentielle au Venezuela.
- 15 avril : attentats au marathon de Boston.
- 24 avril : effondrement du Rana Plaza au Bangladesh.
- 25 avril : éclipse lunaire partielle.
- 30 avril : la reine Beatrix des Pays-Bas abdique en faveur de son fils qui devient le roi Willem-Alexander[16].

### Mai
- 2-5 mai : inondation dans le centre-est de la France.
- 10 mai : éclipse solaire annulaire (visible dans l’hémisphère sud).
- 11 mai : élections législatives au Pakistan.
- 15 au 26 mai : le Festival de Cannes. Présidé par Steven Spielberg, le jury décerne la palme d'or à La Vie d'Adèle : Chapitres 1 et 2 (de Abdellatif Kechiche).
- 14 mai et 16 mai demi-finales du Concours Eurovision de la chanson 2013, le 18 mai, la finale est remportée par le Danemark représenté par Emmelie de Forest avec la chanson Only Teardrops.
- 18 mai : 
  - la loi autorisant le mariage entre personnes de même sexe est promulguée en France;
  - nuit européenne des musées.
- 20 mai : tornade à Moore (États-Unis) tuant 24 personnes.
- 25 mai : Éclipse lunaire pénombrale.

### Juin
- 6 juin : début des révélations d'Edward Snowden sur les activités de la NSA, publiées dans The Guardian.
- 11 juin : en Grèce, le gouvernement Samarás décide unilatéralement, c'est-à-dire sans l'approbation du Parlement hellénique, de la fermeture de la partie télévisuelle de la Radio Télévision Hellénique, déclenchant un mouvement de protestation dans le monde, en particulier en Europe, et de grève générale en Grèce.
- 13 juin : un incendie de forêt au Colorado provoque la mort de deux personnes.
- 14 juin : Hassan Rohani est élu, à la surprise générale et dès le premier tour, à la présidence de la république islamique d'Iran
- 17 au 23 juin : salon international de l'aéronautique et de l'espace de Paris-Le Bourget.

### Juillet
- 1er juillet :
  - la Croatie achève sa procédure d'adhésion et intègre l'Union européenne.
  - la Lituanie prend la présidence tournante de l'Union européenne le 1er juillet et succède à l'Irlande.
  - 122e session du CIO pour le choix de la ville organisatrice des Jeux olympiques d'été de 2020.
- 3 juillet :
  - annonce de l'abdication du Roi Albert II (Belgique) après 20 ans de règne, en faveur de son fils le Prince Philippe de Belgique lors de la fête nationale belge.
  - Mohamed Morsi, président égyptien élu démocratiquement en juin 2012, est renversé par l'armée, arrêté puis placé en détention dans un lieu tenu secret.
- 5 juillet : cinquantième anniversaire de la création de l’Office franco-allemand pour la jeunesse.
- 6 juillet : vers 1 h 15, un train de la compagnie Montreal, Maine & Atlantic avec cinq locomotives et 72 wagons-citernes transportant du pétrole brut déraille dans le centre-ville de Lac-Mégantic (Québec au Canada), faisant 47 victimes.
- 12 juillet : un train transportant près de 400 passagers déraille en gare de Brétigny (Essonne), provoquant sept morts et des dizaines de blessés.
- 13 juillet : au Bhoutan, le Parti démocratique populaire remporte les élections générales.
- 15 juillet : annonce de la découverte par le télescope Hubble de S/2004 N 1, le plus petit satellite de Neptune connu à ce jour[Quand ?].
- 19 juillet au 4 août : coupe du monde de natation FINA 2013 à Barcelone (Espagne).
- 21 juillet : abdication du roi Albert II (Belgique) après 20 ans de règne, en faveur de son fils le Prince Philippe de Belgique lors de la fête nationale belge.
- 22 juillet : naissance à 16 h 24 (heure anglaise) de George Alexander Louis, le 1er enfant de William de Cambridge et de sa femme Catherine Middleton.
- 23 au 28 juillet : journées mondiales de la jeunesse 2013 à Rio de Janeiro (Brésil).
- 24 juillet : un train déraille à 20 h 42 (18 h 42 UTC) à Saint-Jacques-de-Compostelle (Espagne) dans une courbe dangereuse à la vitesse de 179 km/h où la limite est fixée à 90 km/h, provoquant 78 morts et 140 blessés.
- 28 juillet : un accident de car en soirée sur un viaduc de l'autoroute A16 Naples-Bari (Italie) fait près de 40 victimes, dont de nombreux enfants.
- 29 juillet : collision frontale entre deux trains à Granges-près-Marnand (Suisse romande) faisant un mort (un des deux conducteurs de train) et au moins 35 blessés, dont cinq graves.

### Août
- 1er août : faisant un usage inédit de ses prérogatives constitutionnelles, le gouverneur général des Tuvalu, Sir Iakoba Italeli, limoge le Premier ministre Willy Telavi et nomme Enele Sopoaga comme Premier ministre par intérim[17].
- 3 août : Hassan Rohani est investi président de la république islamique d'Iran
- 16 août : pluie d'étoiles filantes des Perséides
- 21 août : massacre de la Ghouta en Syrie.

### Septembre
- 6 septembre : début des Jeux de la francophonie à Nice. Ils dureront jusqu'au 15 septembre[18].
- 7 septembre : lors d'un discours à l'Université Nazarbaïev à Astana au Kazakhstan, le président Xi Jinping annonce officiellement le projet de Nouvelle route de la soie[19].
- 7 septembre : lors de la 125e session du Comité international olympique à Buenos Aires, élection de Tokyo comme ville hôte des Jeux olympiques d'été de 2020.
- 21 septembre : tuerie du centre commercial Westgate au Kenya.
- 24 septembre : séisme au Pakistan causant la mort d'au moins 825 personnes.

### Octobre
- 3 octobre : naufrage à Lampedusa d'une embarcation transportant 500 migrants clandestins, la catastrophe provoque 366 victimes.
- 11 octobre : mise à flot du premier porte-avions de l'US Navy de classe Gerald R. Ford, en remplacement planifié de la classe Nimitz.
- 18 octobre : Éclipse lunaire pénombrale.
- 25 octobre : 1er tour de l'élection présidentielle à Madagascar[20].
- 29 octobre : inauguration à Istanbul, en Turquie, du Marmaray, ligne ferroviaire avec tunnel passant sous le Bosphore.

### Novembre
- 3 novembre : éclipse solaire hybride.
- 8 novembre : le typhon Haiyan, considéré comme un des plus violents jamais enregistrés, provoque de nombreux morts et d’importants dégâts aux Philippines.
- 17 novembre : un Boeing s'écrase à l'aéroport de Kazan, provoquant 50 morts et aucun survivant[21].
- 22 novembre : Julien, champion du jeu Tout le monde veut prendre sa place, est éliminé après 152 victoires sur 156 participations. Il détient le record mondial de participations successives à un jeu télévisé à ce jour[Quand ?][22].
- 28 novembre : passage de la comète C/2012 S1 à son périhélie.

### Décembre
- 1er décembre : lancement de la sonde Chang'e 3 en direction de la Lune.
- 5 décembre : mort de Nelson Mandela.
- 15 décembre : second tour de l'élection présidentielle au Chili : Michelle Bachelet est élue ;
- 18 décembre : première implantation chez l'homme d'un cœur totalement artificiel. Le patient décèdera 74 jours après l'implantation.
- 20 décembre : élections législatives et 2d tour de l'élection présidentielle à Madagascar.

## Distinctions internationales

### Prix Nobel
Les lauréats du Prix Nobel en 2013 sont :
- Prix Nobel de chimie : Martin Karplus, Michael Levitt et Arieh Warshel.
- Prix Nobel de littérature : Alice Munro.
- Prix Nobel de la paix : Organisation pour l'interdiction des armes chimiques.
- Prix Nobel de physiologie ou médecine : James Rothman, Randy Schekman et Thomas Südhof.
- Prix Nobel de physique : François Englert et Peter Higgs.
- « Prix Nobel » d'économie : Eugene Fama, Lars Peter Hansen et Robert Shiller.

### Autres prix
- Prix Pritzker (architecture) : Toyō Itō.

## Décès en 2013

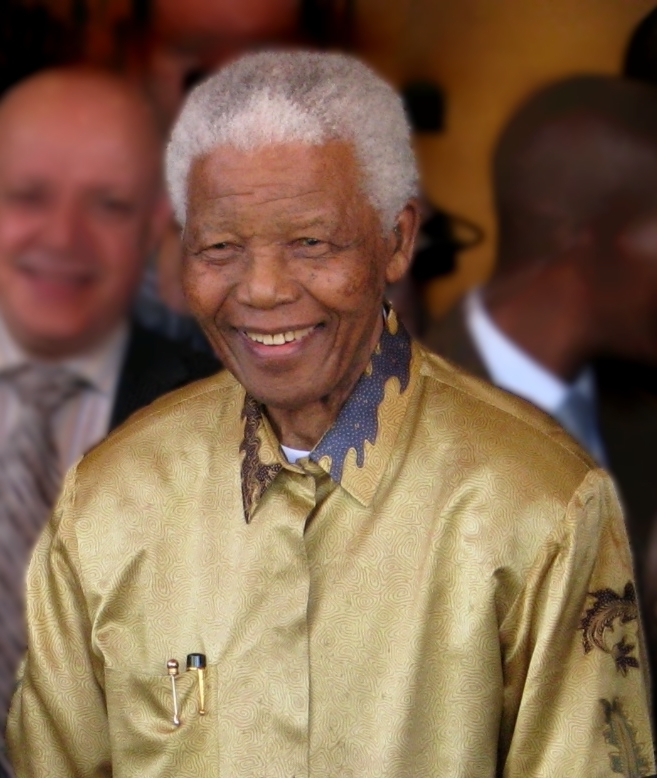
Nelson Mandela.

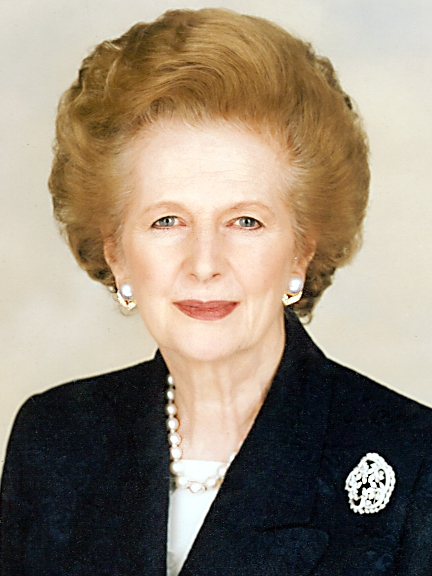
Margaret Thatcher.

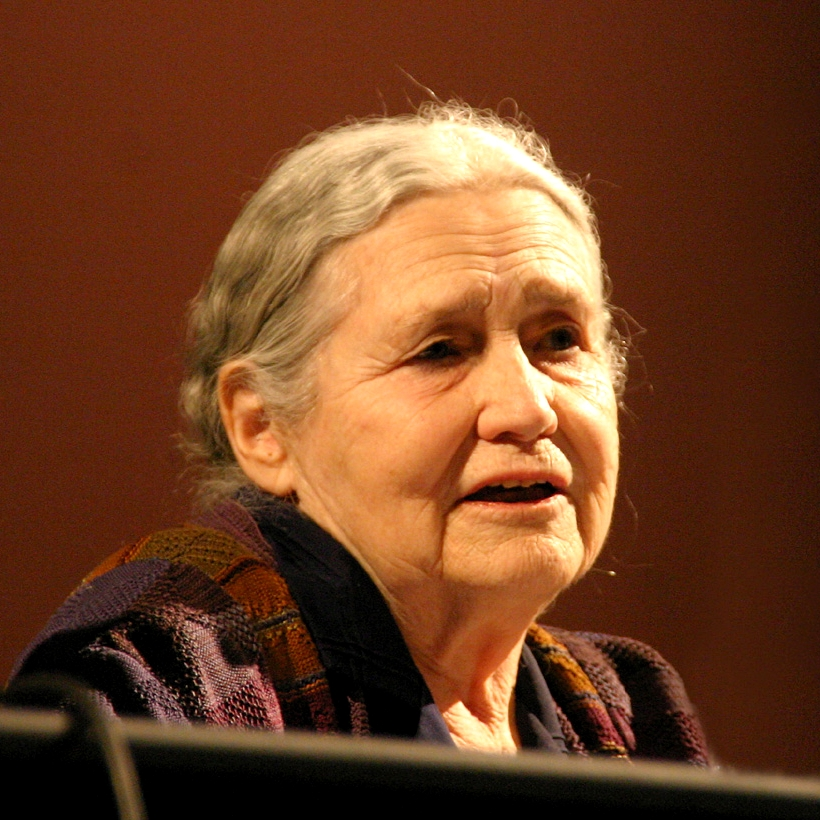
Doris Lessing.

← - Janvier - Février - Mars - Avril - Mai - Juin - Juillet - Août - Septembre - Octobre - Novembre - Décembre - →
Personnalités majeures décédées en 2013
- 27 février : Stéphane Hessel (diplomate et écrivain français)
- 5 mars : Hugo Chávez (homme politique vénézuélien)
- 8 avril : Margaret Thatcher (femme politique britannique)
- 9 avril : Zao Wou-Ki (peintre chinois naturalisé français)
- 20 avril : François Jacob (chercheur en biologie français)
- 6 mai : Giulio Andreotti (homme politique italien)
- 22 mai : Henri Dutilleux (compositeur français)
- 23 mai : Georges Moustaki (chanteur français d'origine grecque)
- 7 juin : Pierre Mauroy (homme politique français)
- 27 juin : Alain Mimoun (athlète français)
- 7 octobre : Patrice Chéreau (metteur en scène français)
- 17 novembre : Doris Lessing (écrivaine britannique)
- 22 novembre : Georges Lautner (cinéaste français)
- 5 décembre : Nelson Mandela (homme politique sud-africain)